# Melba Pria

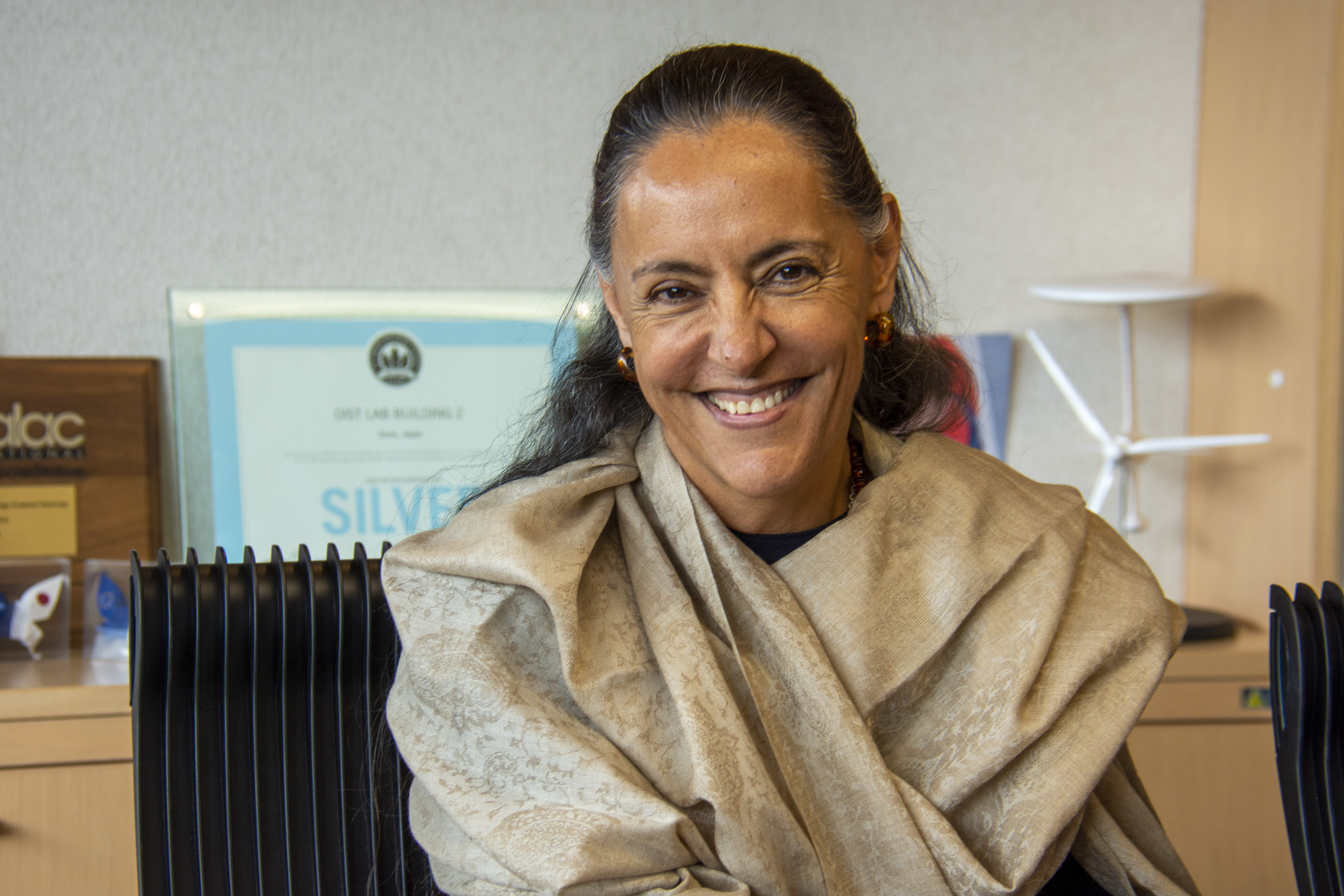
Melba Pria (2020)

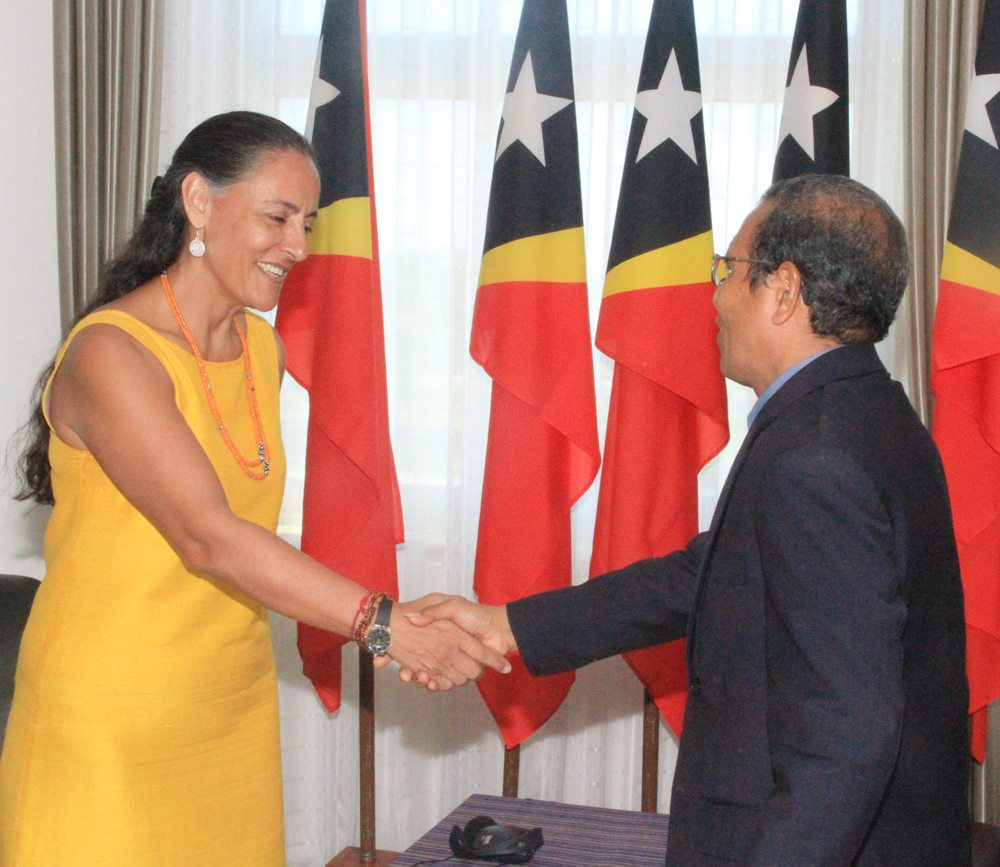
Melba Pria zu Besuch bei Osttimors Präsident Taur Matan Ruak (2015)

Melba María Pría Olavarrieta (* 1958 in Mexiko-Stadt, Mexiko) ist eine mexikanische Diplomatin.

## Werdegang
Pria hat einen Bachelor-Abschluss in Soziologie, zwei Master-Abschlüsse in öffentlicher Politik und internationalen Studien sowie einen Postgraduierten-Abschluss in nationaler Sicherheit und strategischen Studien. Ihr Studium absolvierte sie sowohl in Mexiko als auch im Ausland.
Von 1998 bis 2000 war Pria Leiterin des mexikanischen Nationalen Instituts für indigene Angelegenheiten und wurde zur Vizepräsidentin des Lateinamerikanischen und Karibischen Fonds für indigene Völker gewählt. Außerdem war sie Direktorin der Sonderdelegation des Bildungsministeriums im Bundesstaat Chiapas.
Im mexikanischen Außenministerium war sie Leiterin der Abteilung für öffentliche Diplomatie, Generaldirektorin für die mexikanische Diaspora. Vorher war sie politische und konsularische Attachée an der mexikanischen Botschaft in Israel, später Beraterin des Außenministers.
2004 wurde sie von Außenminister Luis Ernesto Derbez als Botschafterin in Kuba vorgeschlagen. Auch die kubanische Regierung hatte schon zugestimmt. Noch bevor ihre Nominierung jedoch offiziell vom Senat bestätigt worden war, stellte sie sich Anfang 2005 bei einem Botschaftertreffen bereits voreilig als „Botschafterin in Kuba“ vor, was das Ministerium nicht besonders goutierte, woraufhin schließlich der Posten anderweitig vergeben wurde.
Von 2007 bis 2015 war Pria Botschafterin Mexikos in Indonesien und Osttimor, mit Sitz in Jakarta. Von 2015 bis 2018 vertrat sie Mexiko als Botschafterin in Indien, wo sie positives Aufsehen erregte, weil sie als Dienstfahrzeug statt einer gepanzerten Limousine eine Autorikscha auswählte, was vom mexikanischen Außenministerium jedoch zunächst aus Sicherheitsgründen auf Ablehnung stieß. Im Gegensatz zu den über 100.000 grün-gelben Autorikschas in Neu-Delhi ließ sie ihre Rikscha mit Diplomatenkennzeichen weiß lackieren und wurde damit als die „Botschafterin in der Autorikscha“ bekannt. Allerdings durfte sie damit nicht in den Parlamentskomplex fahren. Seit 2019 ist Pria mexikanische Botschafterin in Japan.

## Weitere Aktivitäten
Pria ist Autorin mehrerer Bücher und Veröffentlichungen zum Thema Vielfalt und öffentliche Ordnung.
Sie hat zudem an Marathonläufen teilgenommen und war Opernsängerin.